# Globigerapsis
Globigerapsis es un género de foraminífero planctónico de la familia Truncorotaloididae, de la superfamilia Globorotalioidea, del suborden Globigerinina y del orden Globigerinida. Su especie tipo es Globigerapsis kugleri. Su rango cronoestratigráfico abarca desde el Luteciense superior (Eoceno medio) hasta el Priaboniense (Eoceno superior).

## Descripción
Globigerapsis incluía especies con conchas trocoespiraladas, de forma subesférica o globosa; inicialmente trocospira baja, después alta, y finalmente estreptoespiralada; sus cámaras eran globulares a ovaladas, creciendo en tamaño de manera gradual, con 3,5 a 4 cámaras en el estadio inicial, y una última cámara ampulada que cubre el ombligo; sus suturas intercamerales eran incididas y rectas; su contorno ecuatorial era redondeado y lobulado; su periferia era redondeada; su ombligo estaba oculto bajo la última cámara ampulada; en el estadio inicial su abertura principal era interiomarginal, umbilical (intraumbilical), con forma de arco pequeño; en el estadio final, la cámara ampulada presentaba dos aberturas accesorias infralaminares; también presentaban aberturas suplementarias suturales, protegidas por labios gruesos; presentaban pared calcítica hialina, macroperforada con poros en copa, y superficie reticulada y muricada, con murica muy empaquetada.

## Discusión
Clasificaciones posteriores han incluido Globigerapsis en la familia Truncorotaloidinoidea.
Muchos autores consideran Globigerapsis un sinónimo subjetivo posterior de Globigerinatheka, aunque otros lo consideran un taxón distinto y válido que se diferencia por la pared muricada y aberturas suplementarias generalmente no cubiertas por bullas. El género Globigerapsis fue propuesto precisamente para acomodar las formas subesféricas similares a Globigerinatheka pero sin bullas. Sin embargo, otros especialistas consideraron que la presencia o ausencia de bullas no conlleva una distinción a nivel de género (las especies consideradas en Globigerapsis también parecían tener ocasionalmente bullas), y por consiguiente se consideró Globigerapsis un sinónimo posterior. Posteriormente se propuso que Globigerapsis presentaba pared muricada, se hipotetizó que representaba un descendiente de Muricoglobigerina y se creó una familia que incluía ambos géneros, la familia Globigerapsidae. Sin embargo, esta propuesta fue posteriormente rechazada, ya que otros autores, tras analizar y fotografiar gran cantidad de ejemplares, indicaron que las especies de Globigerapsis no presentan murica, y en consecuencia volvieron a apoyar la sinonimia de ambos géneros, dando prioridad a Globigerinatheka.
Los autores partidarios de considerar Globigerapsis un taxón válido incluyen en el género fundamentalmente las especies index y kugleri (su especie tipo), aunque también se ha incluido en ocasiones a las especies subconglobata (por ser considerada un sinónimo posterior de kugleri), curryi y euganea, todas ellas asignadas habitualmente a Globigerinatheka. También se han incluido en el género otras especies que posteriormente fueron clasificadas en Orbulinoides, Porticulasphaera y Inordinatosphaera, e incluso en Globigerinoides.

## Paleoecología
Globigerapsis, como Globigerinatheka, incluía especies con un modo de vida planctónico, de distribución latitudinal subtropical a templada, y habitantes pelágicos de aguas intermedias (medio mesopelágico superior).

## Clasificación
Globigerapsis incluye a las siguientes especies:
- Globigerapsis index †
- Globigerapsis kugleri †
- Globigerapsis subconglobatus †

Otras especies consideradas en Globigerapsis son:
- Globigerapsis algerianus †
- Globigerapsis beckmanni †, aceptada como Orbulinoides beckmanni
- Globigerapsis bulloides †, considerada como Globigerina bulloides
- Globigerapsis curryi †, aceptada como Globigerinatheka curryi
- Globigerapsis euganea †, aceptada como Globigerinatheka euganea
- Globigerapsis indica †, considerada como Inordinatosphaera indica
- Globigerapsis luterbacheri †,
- Globigerapsis marginata †
- Globigerapsis mexicana †, considerada como Porticulasphaera mexicana
- Globigerapsis sacculifer †, considerada como Globigerinoides sacculifer, Trilobigerina sacculifera o Trilobatus sacculifer
- Globigerapsis semiinvolutus †, considerada como Porticulasphaera semiinvoluta
- Globigerapsis senni †, considerada como Muricoglobigerina senni
- Globigerapsis tropicalis †, considerada como Porticulasphaera tropicalis